# アイランド (1980年の映画)
『アイランド』（原題: The Island）は、ピーター・ベンチリーの同名小説『アイランド』（1979年）を原作とした1980年の映画。脚本もベンチリーが手がけた。監督はマイケル・リッチー。
批評家は概して低い評価をつけ、第1回ゴールデンラズベリー賞では男優賞と監督賞の2部門でノミネートを受けた。また製作費2200万ドルに対して、興行収入は約1571万ドルと商業的にも不発のままに終わった。

## あらすじ
バミューダ・トライアングルで過去3年に600隻にも上る船舶の失踪事件が多発していることに興味を持ったニューヨークの雑誌記者ブレア・メイナードは息子ジャスティンを伴ってバハマ諸島に調査に向かうが、搭乗した不定期便の航空機が着陸に失敗し容易に帰れなくなってしまう。メイナードは島に住む海洋学者、ウィンザー博士からボートを借り海へ出るが何者かに襲撃され気を失う。メイナードを襲ったのはジョン・デビッド・ノウを首領とし、数百年の間外界から捕捉されることなく船舶の襲撃を繰り返し、昔と変わらぬ生活を続ける海賊たちであった。海賊・黒髭を倒したロバート・メイナードの子孫と思いこまれたメイナードは未亡人ベスと強制的に結婚させられた上、ジャスティンも催眠術によってノウの息子として洗脳されてしまう。略奪行為を目の当たりにして一連の失踪事件が彼らの仕業であることを知ったメイナードは脱出を試みるが、助けになるかと思っていたウィンザー博士も海賊の協力者だったため再び捕らえられてしまう。　
メイナードは海賊たちが爆沈させた密輸船から漂流した麻薬の調査にやってきたコースト・ガードに海賊のアジトを発見させようと一計を案じる。

## キャスト
| 役名                 | 俳優                           | 日本語吹き替え | 日本語吹き替え |
| 役名                 | 俳優                           | 日本テレビ版   | テレビ朝日版 |
| -------------------- | ------------------------------ | -------------- | --- |
| ブレア・メイナード   | マイケル・ケイン               | 小林勝彦       | 羽佐間道夫 |
| ジョン・デビッドノウ | デビッド・ワーナー             | 千葉耕市       | 田中信夫 |
| ジャスティン         | ジェフリー・フランク           |                | 田中真弓 |
| ウィンザー博士       | フランク・ミドルマス           |                | 滝口順平 |
| ジャック             | レッグ・エヴァンス             |                | 槐柳二 |
| ヒゾナー             | コリン・ジーヴォンス           |                | 池田勝 |
| ロロ                 | ドン・ヘンダーソン             |                | 飯塚昭三 |
| ブラジル             | ダドリー・サットン             |                | 野本礼三 |
| ベス                 | アンジェラ・パンチ＝マグレガー |                | 滝沢久美子 |
| その他               | N/A                            |                | 村松康雄 石森達幸 平林尚三 秋元羊介 山下啓介 秋元千賀子 島田敏 大塚芳忠 小室正幸 伊倉一恵 星野充昭 荒川太郎 西尾拓美 |
|                      |                                |                | |
| 演出                 |                                |                | 加藤敏 |
| 翻訳                 |                                |                | 山田小枝子 |
| 調整                 |                                |                | 熊倉亨 |
| 効果                 |                                |                | リレーション |
| 制作                 |                                |                | 東北新社 |

- 日本テレビ版：初回放送1983年12月7日『水曜ロードショー』
- テレビ朝日版：初回放送1988年7月3日『日曜洋画劇場』（2024年4月5日発売の『ユニバーサル思い出の復刻版 ブルーレイ』に収録）